# Megadasys minor
Megadasys minor är en djurart som tillhör fylumet bukhårsdjur, och som beskrevs av Kisielewski 1987. Megadasys minor ingår i släktet Megadasys och familjen Lepidodasyidae. Inga underarter finns listade i Catalogue of Life.